# Ruchama Avraham
Ruchama Avraham Balila (hebrejsky: רוחמה אברהם בלילא‎, narozená 29. ledna 1964, Rišon le-Cijon, Izrael) je izraelská politička a bývalá poslankyně Knesetu za stranu Kadima. V minulosti zastávala post ministryně turismu a ministryně bez portfeje zodpovědné za vztahy s Knesetem.

## Osobní život
Narodila se ve městě Rišon le-Cijon v roce 1964. Po ukončení vojenské služby absolvovala bakalářské studium politologie na Bar-Ilanově univerzitě v Ramat Ganu.
Poprvé byla do zákonodárného shromáždění zvolena v roce 2003 na kandidátce Likudu. V tomto funkčním období působila jako členka Výboru pro finance a ekonomiku a členka Výboru na podporu postavení žen a zahraničních pracovníků. V březnu 2005 se stala náměstkyní ministra vnitra.
V roce 2005 přestoupila do nové politické strany Kadimy, za níž byla následujícího roku znovuzvolena do Knesetu. Roku 2006 započalo její vyšetřování pro korupci, za to že přijala zaplacenou cestu ve výši 6 800 amerických dolarů (a 4 388 dolarů finančních výloh) od zemědělské exportní společnosti Agrexco. Následně jí zdůvodnila jako zvláštní zasedání Výboru pro vnitřní záležitosti Knesetu, ačkoli nebyla jeho členkou. Případ byl odložen pro nedostatek důkazů. Nejvyšší státní zástupce Menachem Mazuz však prohlásil: „Jednání Avraham bylo hanebné, neslušné, překročilo etická pravidla Knesetu a hraničilo s trestným činem.“
V rámci změn ve vládě, v červenci 2007, byla Avraham jmenována ministryní bez portfeje zodpovědnou za vztahy s Knesetem. V červenci 2008 se stala ministryní cestovního ruchu. V předčasných volbách do Knesetu v únoru 2009 obhájila svůj mandát, když kandidovala na osmém místě kandidátky Kadimy. Strana přešla do opozice.
Je matkou dvou dětí.